# Джони Парсънс
Джон Удроу „Джони“ Парсънс (на английски: John Woodrow "Johnnie" Parsons) е американски състезател във Формула 1.

## Биография
Роден е на 4 юли 1918 в Лос Анджелис, САЩ. Започва състезателната си кариера през 1940 г. По време на Втората световна война работи за самолетостроителна компания.
Състезанието „500-те мили на Индианаполис“, в което Парсънс участва, е част от световния шампионат на Формула 1 от 1950 до 1960 г. Пилотите, състезаващи се в Индианаполис през тези години, получават точки от Световния шампионат.
Парсънс участва в девет състезания от „500-те мили на Индианаполис“, като печели веднъж (през 1950 г.), записва една най-бърза обиколка и получава 12 точки от Световния шампионат по пилоти. Така Парсънс става един от тримата пилоти, които още с дебюта си печелят състезание от световния шампионат на Формула 1. Другите двама са Нино Фарина, който печели първото състезание в първия сезон на шампионата – Голямата награда на Великобритания през 1950 г., и Джанкарло Багети, който печели Голямата награда на Франция през 1961 г.